# گمینا زبوینا
گمینا زبوینا (به لهستانی:  Gmina Zbójna) یک گمینا در لهستان است که در شهرستان وومژا واقع شده‌است. گمینا زبوینا ۱۸۵٫۷۷ کیلومتر مربع مساحت و ۴٬۴۲۴ نفر جمعیت دارد.